# Vivo NEX 3
Vivo NEX 3 和 Vivo NEX 3 5G 是Vivo公司在2019年9月16日发布的安卓智能手机。

## 规格

### 设计
NEX 3和NEX 3 5G比前代NEX系列都要更大更重，以适应大至6.89英寸的屏幕。这块屏幕左右具有88°的下弯，形成曲面屏，被官方称为“无界瀑布屏”，屏占比高达99.6%。因为曲面屏的存在，NEX 3取消了屏幕两侧的实体电源键及音量键，转而由压感按键代替，由X轴线性马达形成按压实体按键的触感。在顶部有升降前置摄像头模组，旁边有一个小的实体按键作为息屏与强制重启使用。
NEX 3背面有一个居中的环形影像模块，有深空流光和液态天河两种配色。

### 性能
NEX 3搭载高通骁龙855+ SoC，NEX 3 5G还外挂高通X50 5G基带。NEX 3系列搭载了4500mAh大电池，基于高通QuickCharge 4+的44W快充可以让手机通过USB-C接口在40分钟内将电量由30%充至99%，但不支持无线充电。NEX 3系列标配UFS 3.0闪存，支持屏下光学指纹识别和最高 LPDDR4X 2133MHZ的12GB的运存。5G版还有专门的散热模块为5G基带降温。

### 影像
影像模块包括一个6400万像素广角主摄CMOS和两个1300万像素副摄，包括一个超广角CMOS和一个长焦CMOS，但不支持OIS光学防抖。前置弹出摄像头搭载1600万像素传感器和一个闪光灯。弹出装置被证明更快速（0.65秒）和更耐用。

### 软件
均运行基于Android 9.0的Funtouch OS 9.1。

## 外部連結
| 前任： vivo NEX 雙屏版 | Vivo NEX 3/NEX 3 5G 2019 | 繼任： Vivo NEX 3S |